# Cyrtomium heterodon
Cyrtomium heterodon là một loài dương xỉ trong họ Dryopteridaceae. Loài này được T.Moore ex C.Chr. mô tả khoa học đầu tiên.
Danh pháp khoa học của loài này chưa được làm sáng tỏ. 